# Alma Staudinger
Alma „Ali“ Staudinger, geboren als Alma Franziska Pascher (* 19. August 1921 in Wien; † 10. Oktober 2017), war eine österreichische Wasserspringerin. Sie war in den Disziplinen Kunst- und Turmspringen mehrfache österreichische Meisterin, Vize-Europameisterin und Olympiateilnehmerin.

## Sportliche Karriere
Sie startete ab 1945 für den neu gegründeten Schwimmverein Schwimm-Union Wien (SUW). Bei den Schwimmeuropameisterschaften 1947 in Monte Carlo wurde sie Vize-Europameisterin im Kunstspringen vom 3-Meter-Brett. Zusätzlich gewann sie dort die Bronzemedaille im Turmspringen vom 10-Meter-Brett.
Bei den Olympischen Sommerspielen 1948 in London verfehlte Alma Pascher-Staudinger als Vierte im Turmspringen knapp die Medaillenränge. Im Kunstspringen belegte sie den elften Rang. Zwei Jahre später wurde sie bei den Schwimmeuropameisterschaften 1950 in Wien  Vize-Europameisterin im Turmspringen vom 10-Meter-Brett.

## Resonanz in den Medien
Wie viele erfolgreiche Spitzensportler ihrer Zeit war auch Alma Pascher-Staudinger während ihrer Trainings- und Wettkampfsprünge ein beliebtes Motiv des österreichischen Sportfotografen Lothar Rübelt (1901–1990), dessen Werke heute in Museen und Sammlungen enthalten sind und bei Auktionen zu hohen Preisen gehandelt werden. 19 seiner Fotos von Alma Staudinger aus den Jahren 1948 bis 1950 sind heute Bestandteil der Fotosammlung der Österreichischen Nationalbibliothek und online verfügbar. Eines dieser Fotos zeigt sie 1948 bei einem Interview durch einen Sportreporter des Senders Radio Rot-Weiß-Rot auf der Wiener Herbstmesse gemeinsam mit der Florettfechterin Ellen Preis.

## Persönliches
Alma Pascher heiratete am 19. Dezember 1946 nach dessen Scheidung den Wasserspringer Josef „Sepp“ Staudinger (1906–1998), der im Jahr 1931 ebenso wie seine erste Ehefrau Madi Epply im Jahr 1931 Europameister im Turmspringen geworden war.
Danach trat Alma Staudinger unter ihrem Ehenamen Pascher-Staudinger auf; in den Ergebnislisten dieses Zeitraums wird sie häufig als Ali Pascher-Staudinger aufgeführt. Über ihren Lebensweg nach dem Ende ihrer sportlichen Karriere liegen keine Informationen vor.
Alma Staudinger starb am 10. Oktober 2017 im Alter von 96 Jahren. Sie fand am 23. Oktober 2017 ihre letzte Ruhestätte im Familiengrab der Familie Staudinger auf dem Hernalser Friedhof (Gruppe B, Nummer 84).